# Hugo Velázquez
Hugo Adalberto Velázquez Moreno (Itacurubí del Rosario, 3 de julio de 1967) es un abogado y político paraguayo. Afiliado al Partido Colorado, fue el vicepresidente de Paraguay de 2018 a 2023.
Anteriormente fue diputado por el Departamento Central en dos períodos, siendo presidente de la Cámara de Diputados de Paraguay por el período 2015-2016. Velázquez también fue agente fiscal desde fines de los años 90 hasta 2007, hasta llegar a ser fiscal general adjunto de la IV Región y Chaco.
En junio de 2022 registró su precandidatura a la presidencia del país en las elecciones generales de Paraguay de 2023. Sin embargo, dos meses después en agosto de 2022, fue designado por el Departamento de Estado de los Estados Unidos como «significativamente corrupto», acusado de soborno, lo que hace que tanto él como sus familiares directos no sean elegibles para ingresar a los Estados Unidos. Como resultado, Velázquez anunció su renuncia a su candidatura presidencial, con efecto inmediato, y su renuncia como vicepresidente, con efecto la semana siguiente. Sin embargo, a la semana siguiente, Velázquez afirmó que no renunciaría a la vicepresidencia, alegando que no había investigaciones por corrupción en su contra en Paraguay.

## Primeros años y educación
Velázquez nació el 3 de septiembre de 1967 en Itacurubí del Rosario, Departamento de San Pedro, Paraguay. Es máster en Derecho Penal por la Universidad de Salamanca en España.

## Carrera

### Trayectoria política

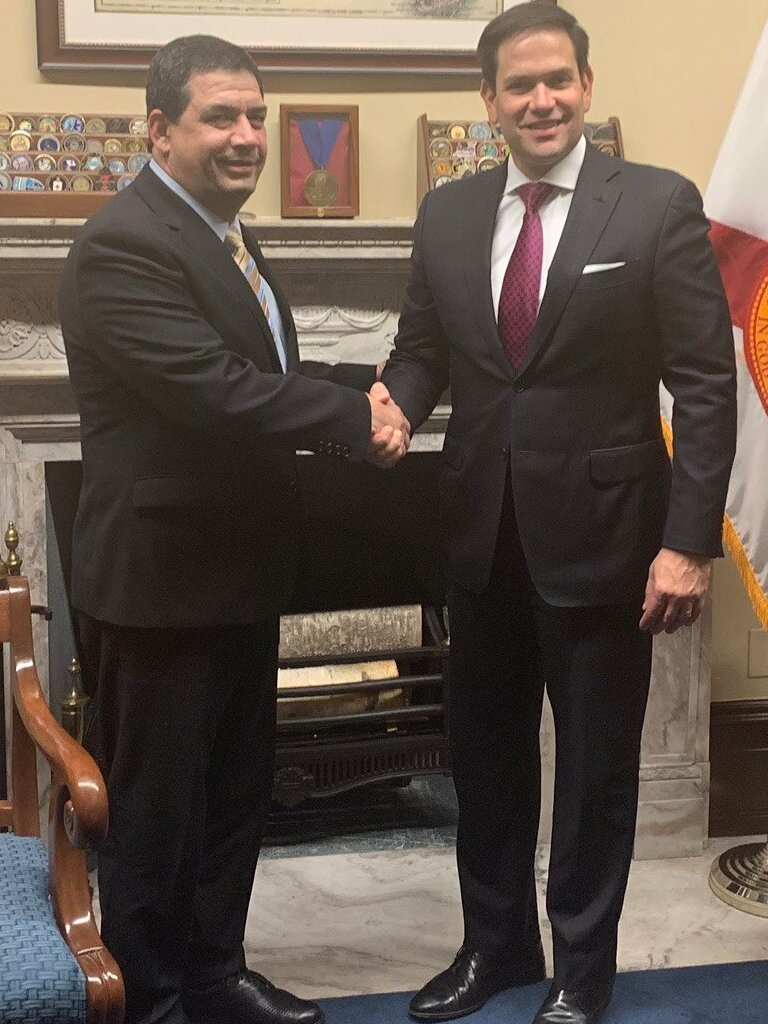
Velázquez con el senador de los Estados Unidos Marco Rubio en septiembre de 2019.

Velázquez se afilió al Asociación Nacional Republicana (ANR) - Partido Colorado en 1986. Fue presidente del Comité Juvenil de la Subseccional N.º 8 dependiente de la Seccional N.º 4 de la Capital en 1987, y presidente de la Seccional 350/2 de Lambaré de 1998 a 2003. 
Fue elegido diputado por el Departamento Central en 2008, cargo al que fue reelecto en 2013, y que ejerció hasta su renuncia el 4 de abril de 2018 para presentarse como candidato a vicepresidente en las elecciones generales de ese año. Fue Miembro Titular de la Junta de Gobierno de la ANR por el período 2011-2016.

### Vicepresidente del Paraguay
Velázquez acompañó a Mario Abdo Benítez como su dupla en las elecciones internas del Partido Colorado del 17 de diciembre de 2018, donde ganaron con más del 46,2 % de los votos ,venciendo así a Santiago Peña del Movimiento Honor Colorado, movimiento liderado por el entonces presidente de Paraguay Horacio Cartes, y luego en las elecciones generales de 2018 ganaron a Efraín Alegre del Partido Liberal Radical Auténtico con el 46 % de los votos. Velázquez asumió como vicepresidente de la República del Paraguay el 15 de agosto del 2018.

## Vida personal
Velázquez está casado con Lourdes Samaniego González, y tiene tres hijos de su matrimonio anterior. Tiene tres nietos. Actualmente vive con su familia en la ciudad de Lambaré.